# Кумановска ношња
Порекло : Кумановско поље (северна Северна Македонија)

## Женска ношња
Дуга, бела кошуља до земље, бел елек, црвена фута, црвена шамија. 